# ХТЗ-240К (трактор)
ХТЗ-240К або ХТЗ-17221-21 — марка універсального швидкісного трактора, що випускається Харківським тракторним заводом. Трактор ХТЗ-240К має колісний привід і створений на основі трактора ХТЗ-170.

## Історія
В 2010 році ХТЗ модернізує трактори серії ХТЗ-170, виготовивши трактор ХТЗ-240К потужністю 210-240 к.с.
В 2012 році починається серійне виробництво тракторів ХТЗ-240К.
В 2015 році представлена модифікація ХТЗ-246К з дизельним двигуном Volvo Penta потужністю 240 к.с.

## Опис
На відміну від попередньої моделі ХТЗ-240К має привід який передається на передні колеса, а не на задні. Задні колеса підключаються в міру необхідності. Це дозволило знизити навантаження на механізм зчленування і збільшити його ресурс. Друге нововведення - масляний радіатор охолодження для роботи з навісним обладнанням. Паливний бак виготовлений з пластику. Третє новація - кабіна з поліпшеною звукоізоляцією. Тепер тут стандартно встановлена система клімат-контролю.

## Модифікації
Серія включає наступні моделі: 
- ХТЗ-241К — базова модель з двигуном ММЗ Д-260 (210 к.с.).
- ХТЗ-241К.20 — модернізована версія ХТЗ-241К з двигуном ММЗ Д-262.2S2 (250 к.с.).
- ХТЗ-242К — модифікація з двигуном ЯМЗ-238 (240 к.с.).
- ХТЗ-242К.20 — модернізована версія ХТЗ-242К з двигуном ЯМЗ-238М2-53 (240 к.с.).
- ХТЗ-242К.21 — модернізована версія ХТЗ-242К з двигуном ЯМЗ-238М2-53 (240 к.с.).
- ХТЗ-243К — модифікація з двигуном ЯМЗ-536 (250 к.с.).
- ХТЗ-243К.20 — модернізована версія ХТЗ-243К з двигуном ЯМЗ-536 (250 к.с.).
- ХТЗ-246К — модифікація з силовим агрегатом Volvo Penta (240 к.с.).
- ХТЗ-248К — модифікація з силовим агрегатом FPT-Iveco N67 ENT (240 к.с.).

Крім вибору двигунів, замовник має вибір з двох трансмісій: механічної 12-ступінчастої чи безступінчастої гідрооб’ємно-механічної.